# فريدي براون
فريدي براون (بالإنجليزية: Freddie Braun)‏ (13 مايو 1988 برويال أوك في الولايات المتحدة - ) هو لاعب كرة قدم أمريكي في مركز الوسط. لعب مع بورتلاند تمبرز وOrlando City SC (2010–2014) ‏ وسان أنتونيو سكوربيونز وCapital FC ‏ وChicago Fire U-23 ‏.

## وصلات خارجية
- فريدي براون على موقع الدوري الأمريكي (الإنجليزية)
- فريدي براون على موقع قاعدة بيانات كرة القدم.إي يو (الإنجليزية)